# Municipio de Pleasant Hill (Minnesota)
El municipio de Pleasant Hill (en inglés: Pleasant Hill Township) es un municipio ubicado en el condado de Winona en el estado estadounidense de Minnesota. En el año 2010 tenía una población de 531 habitantes y una densidad poblacional de 5,74 personas por km².

## Geografía
El municipio de Pleasant Hill se encuentra ubicado en las coordenadas 43°53′25″N 91°32′26″O / 43.89028, -91.54056. Según la Oficina del Censo de los Estados Unidos, el municipio tiene una superficie total de 92.5 km², de la cual 92,5 km² corresponden a tierra firme y (0 %) 0 km² es agua.

## Demografía
Según el censo de 2010, había 531 personas residiendo en el municipio de Pleasant Hill. La densidad de población era de 5,74 hab./km². De los 531 habitantes, el municipio de Pleasant Hill estaba compuesto por el 99,62 % blancos, el 0,19 % eran asiáticos y el 0,19 % eran de una mezcla de razas. Del total de la población el 0,19 % eran hispanos o latinos de cualquier raza.